# 基督教莫愁路堂
南京基督教莫愁路堂，位于中国江苏省南京市秦淮区朝天宫街道莫愁路350号，是江苏省文物保护单位，南京市优秀民国建筑。

## 历史
教堂起源于北美长老会19世纪设立的南京四根杆子礼拜堂。1927年成为中华基督教会汉中堂，1930年代开辟莫愁路时，于1936年至1942年兴建今天的礼拜堂。1958年实行各宗派联合礼拜以后,不再专属于中华基督教会一个教派。文化大革命期间曾被占用，1981年归还教会，并加以整修。1992年被列入南京市文物保护单位名单，2002年被列入江苏省文物保护单位名单。

## 建筑

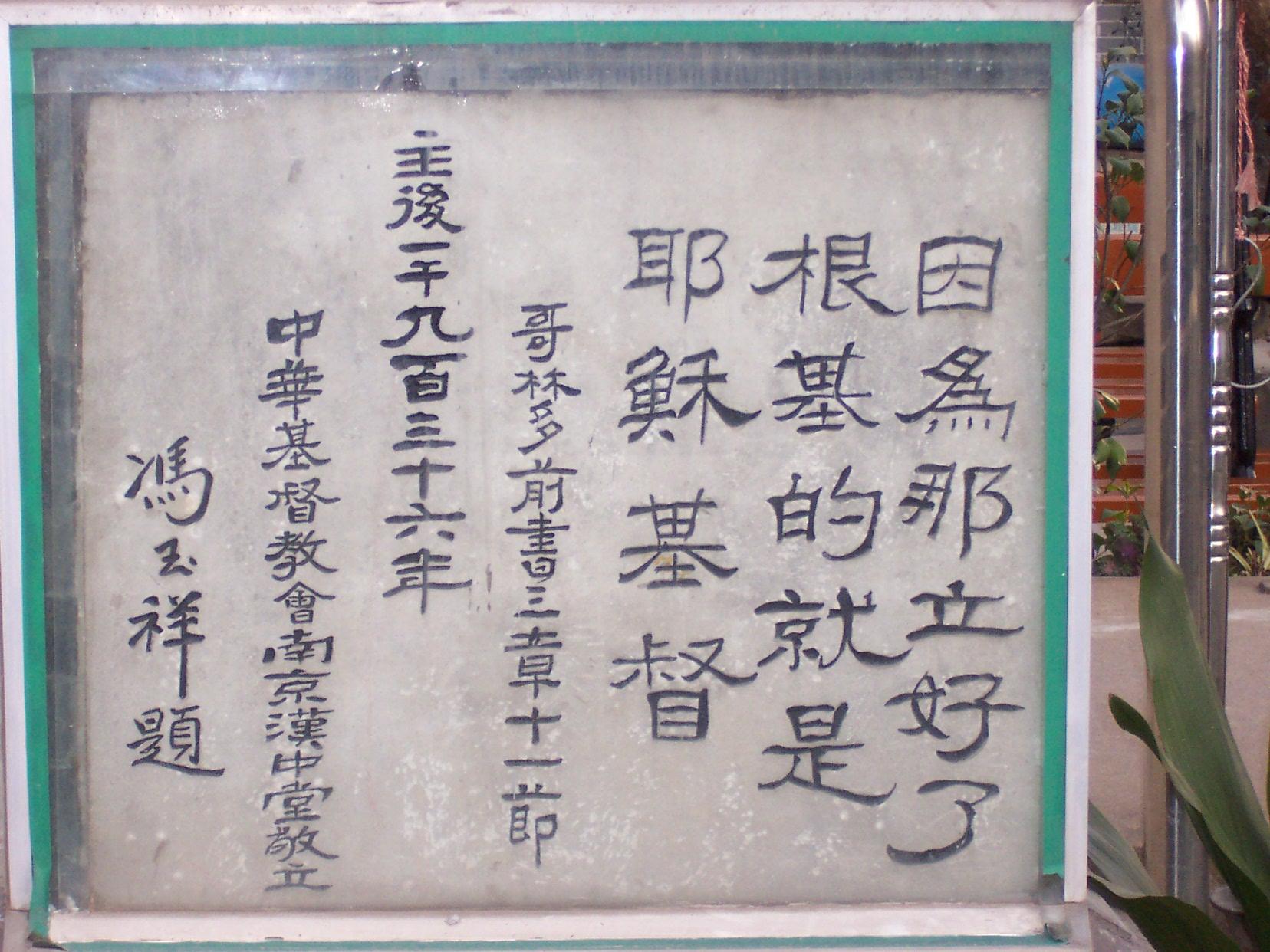
冯玉祥题词，摄于2004年

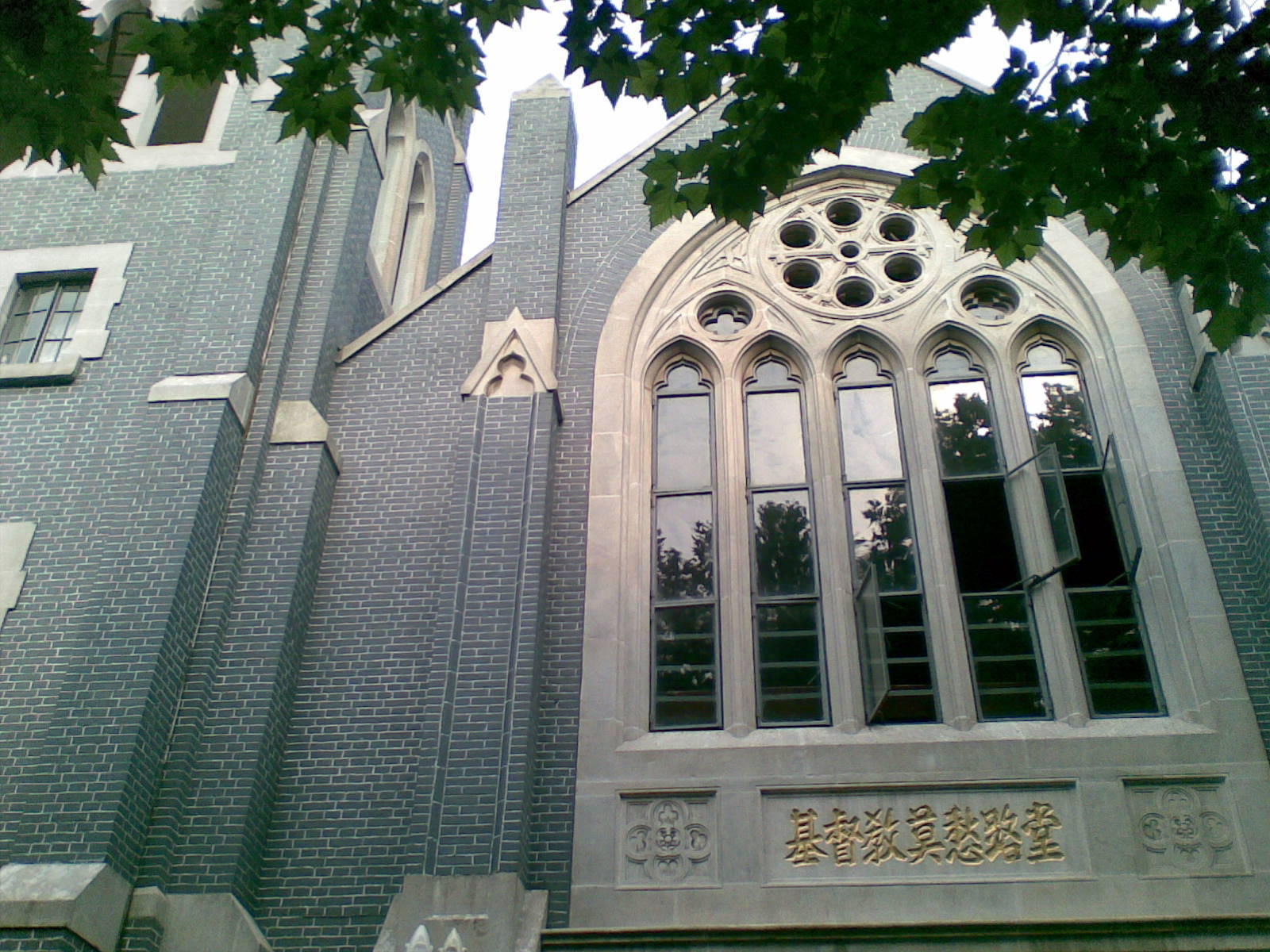

教堂西南侧墙角镶嵌有冯玉祥将军于1936年为教堂落成而题写的正方形花岗岩楷体竖书石碑“因为那立好了根基的就是耶稣基督”。

## 活动时间表
| 日期 | 时间             | 内容       |
| ---- | ---------------- | ---------- |
| 每天 | 上午6：00～7：00 | 晨更祷告   |
| 主日 | 上午7：30        | 第一场崇拜 |
| 主日 | 上午9：00        | 第二场崇拜 |
| 主日 | 下午2：00        | 崇拜聚会   |
| 周二 | 下午2：00        | 查经祷告   |
| 周三 | 下午2：00        | 识字班     |
| 周三 | 晚上7：00        | 英文查经   |
| 周四 | 下午2：00        | 识字班     |
| 周五 | 下午2：00        | 交通见证   |
| 周六 | 上午7：30        | 第一场崇拜 |
| 周六 | 上午9：00        | 第二场聚会 |
| 周六 | 晚上7：30        | 青年聚会   |